# Eleven (album)
Az Eleven a Tankcsapda 1996-ban megjelent első koncertalbuma, melyet különböző helyszíneken rögzítettek 1994/1995-ben: 
- Petőfi Csarnok, Budapest, 1994. december 21.
- E-klub, Budapest, 1995. március 15.
- Oláh Gábor utcai Sportcsarnok, Debrecen, 1995. december 29.

A koncertdalok között egy Nirvana-feldolgozás is szerepel, a lemezt pedig egy új stúdiófelvétel, az "Úgy szeress!" zárja.

## Az album dalai
1. Jönnek a férgek – 4:10
2. Fekszem a földön – 4:28
3. Magzat a méhben – 3:29
4. Kapd be a horgot! – 4:04
5. Mitől legyen? – 2:15
6. Negative Creep (Nirvana-feldolgozás) – 2:38
7. Ki csinál rendet? – 2:58
8. Szívd! / Így lettél – 4:49
9. Tetoválj ki! – 2:54
10. A Rock & Roll rugója – 3:44
11. Fordulj fel! – 6:40
12. Úgy szeress! (stúdiófelvétel) – 3:18

## Közreműködők
- Lukács László – basszusgitár, ének
- Molnár "Cseresznye" Levente – gitár, vokál
- Buzsik György – dobok